# オルファト・フィシャ (海防戦艦)

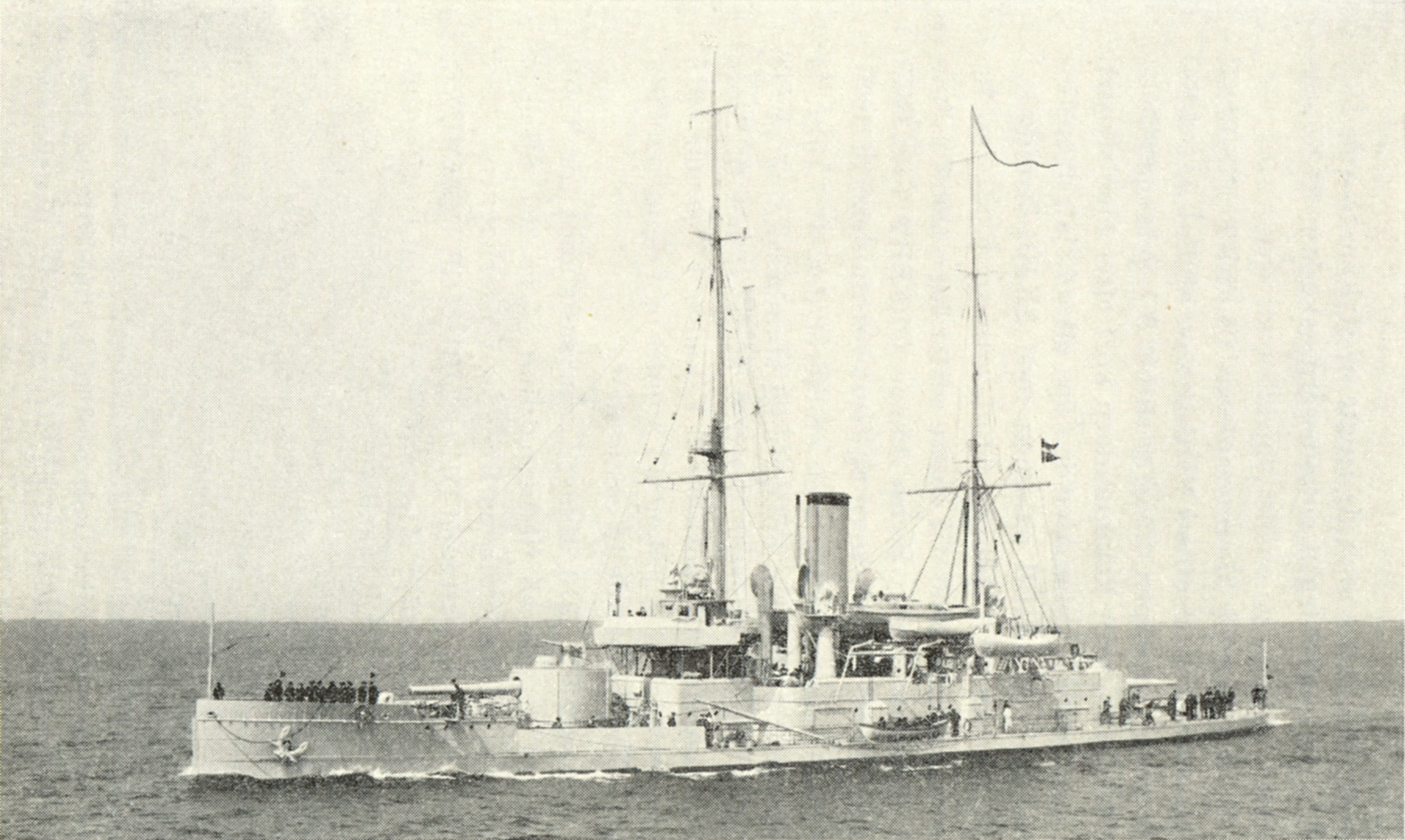
「オルファト・フィシャ」（1913年）

オルファト・フィシャ (Olfert Fischer) はデンマーク海軍の海防戦艦。ヘアロフ・トロレ級。艦名となっているのは、1801年のコペンハーゲン沖海戦でデンマーク・ノルウェー艦隊を率いた人物である。
コペンハーゲン海軍工廠で建造。1900年10月20日起工。1903年5月9日進水。1905年5月31日竣工。建造費は5057000クローネであった。
常備排水量3650トン、満載排水量3700トン、全長86.47メートル、水線間長82.86メートル、幅15.38メートル、吃水5.0メートル。
主砲は24cm砲2門で、「オルファト・フィシャ」のものはボフォース43口径M/01型であった。射程は10キロメートルで、後に13.7キロメートルに伸びている。発射速度は毎分1.5から2発であった。副砲はボフォース43口径15cm砲4門。射程は8.5キロメートルで、後に10.4キロメートルに伸びている。発射速度は毎分7発。他に、ホチキス44口径57mm速射砲10門とマキシム37mm機砲8門を搭載した。57mm砲の内4門は半自動砲（薬莢砲）で、残り6門も1906年に半自動砲に換えられた。また、45cm水中魚雷発射管を艦首に1門と両舷に1門ずつ搭載した。1905年にホチキス50口径47mm薬莢砲が6門搭載されたが、1910年に撤去されて代わりに44口径57mm砲が両主砲天蓋上に搭載された。同砲は1916年に高角砲に換装された。また同年、他の57mm砲が55口径75mm砲6門に換えられた。1933年、マドセン60口径20mm M/31型連装機銃1基を試験搭載。
機関は共にコペンハーゲン海軍工廠製の直立3気筒3段膨張式蒸気往復動機関2基とソーニクロフト式水管缶6基で、出力4600指示馬力。2軸推進で速力15.8ノット。航続距離は9ノットで2500浬であった。
「オルファト・フィシャ」の水線装甲帯、砲塔、ケイスメイト外壁の装甲鈑はであった。水線装甲帯は艦全体にわたっており、厚さ150ミリメートルから190ミリメートルで、下部では厚さは半減していた。主砲塔は前190ミリメートル、横175ミリメートル、後ろ160ミリメートルで、バーベットは185ミリメートル。ケイスメイト側面は140ミリメートルであった。上甲板はニッケル鋼で、厚さは64ミリメートル。司令塔の装甲が190ミリメートルで、煙突基部が75ミリメートルであった。
1905年、ノルウェーへ向かうカール王子を乗せた王室ヨット「ダネブロー」を護衛。1906年、「ヘアロフ・トロレ」などとともにキールを訪問。1911年、スピットヘッドでジョージ5世戴冠記念観艦式に参加。1912年、ハンブルクで死去した国王フレズレク8世の棺引き取りのため、「ピーザ・スクラム」、王室ヨットと共にトラフェミュンデへ向かう。同年、アムステルダム訪問。1913年、テルヌーゼンとヘントを訪問。1920年、ボーンホルム島との間で旅客輸送に従事。同年、北シュレスヴィヒ再統一の際に軍部隊輸送に従事。1922年、「ピーザ・スクラム」とともにストックホルム、ダンツィヒを訪問。1936年、爆撃標的艦にされ、爆撃実験に使用された。その後、数社に売却され、1937年から1938年にかけて解体された。